# Воробьи (Карелия)
Воробьи́ — деревня в составе Великогубского сельского поселения Медвежьегорского района Республики Карелия, комплексный памятник истории.

## Общие сведения

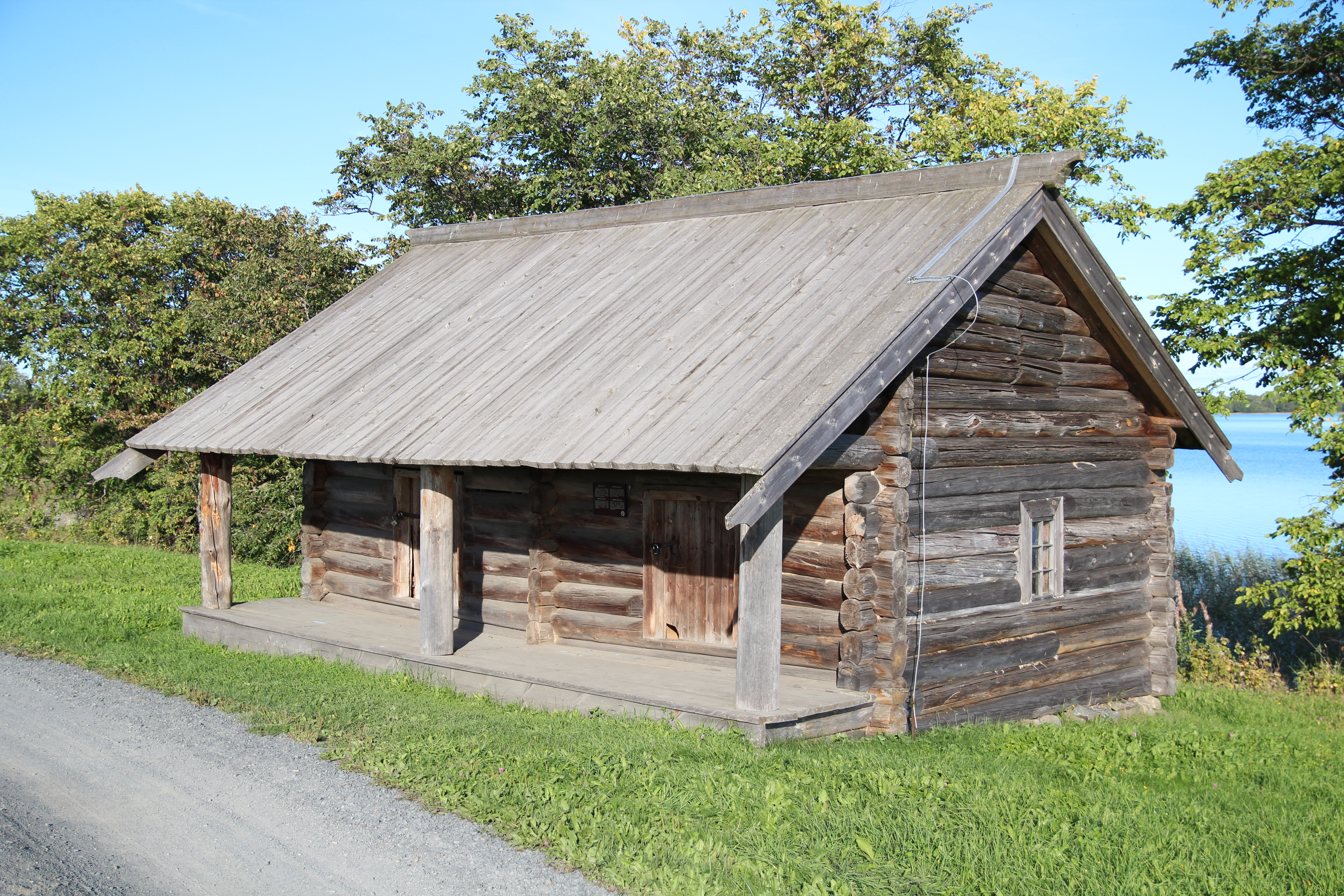
Амбар из деревни Воробьи в музее-заповеднике «Кижи»

Расположена на северо-западном берегу острова Большой Климецкий, на берегу губы Кажничиха, в северной части Онежского озера.
В деревне находится деревянная часовня Кирика и Иулитты (1875).

## Население
| 2002 | 2010 | 2013 |
| ---- | ---- | ---- |
| 0    | ↗1   | →1   |

## Интересные факты
Памятник архитектуры начала XX века — амбар из деревни Воробьи был перенесён в музей-заповедник «Кижи».